# Centro Dramático Gallego

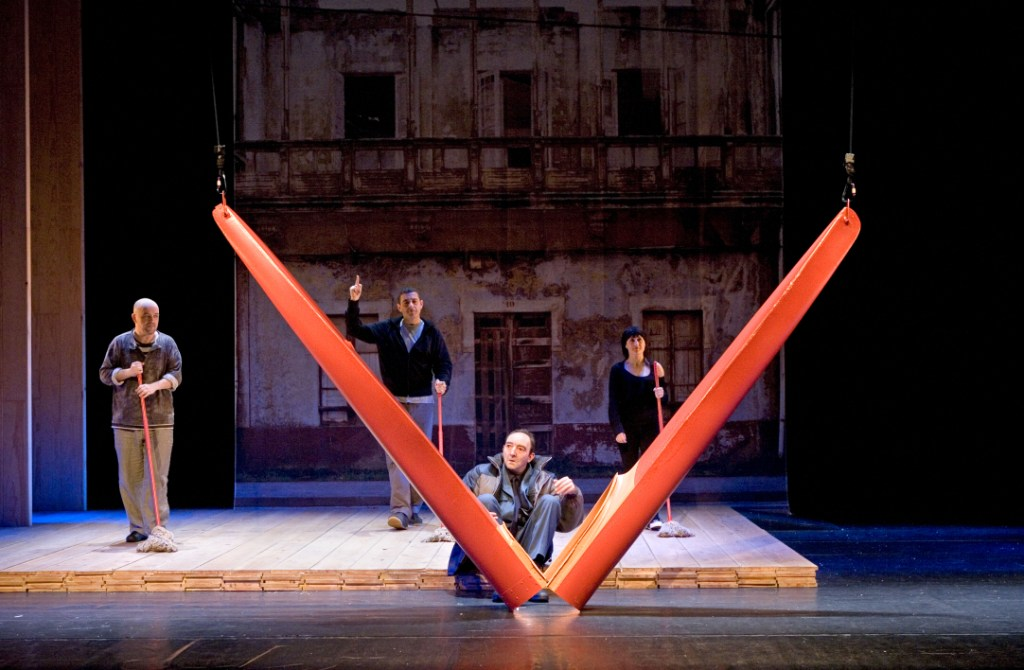
Foto de una escena de La Piragua, de Cándido Pazó, en una representación del Centro Dramático Galego.

El Centro Dramático Gallego (CDG) (en gallego, Centro Dramático Galego) es una unidad de la Agencia Gallega de las Industrias Culturales que tiene por objetivo producir y distribuir espectáculos teatrales en idioma gallego, con la pretensión de normalizar la lengua en el nuevo ámbito del teatro.
Adscrito a la Junta de Galicia, su actividad da comienzo en 1984. Desde entonces, se han estrenado un total de 68 producciones, lo que supone una media de 3 anuales.